# Hyposoter masoni
Hyposoter masoni är en stekelart som beskrevs av Torgersen 1985. Hyposoter masoni ingår i släktet Hyposoter och familjen brokparasitsteklar. Inga underarter finns listade i Catalogue of Life.